# Qwant
Qwantは、プライバシー重視の検索エンジンである。拠点はフランス（EU）で、プライバシー保護のためユーザーを追跡せず、フィルターバブルが発生しないことなどを特徴とする。

## 概要
Qwantは、フランスで運営されているプライバシー重視の検索エンジンであり、その点からVivaldiに既定で登録された検索エンジンの1つとなっている。その特徴として、ユーザーのプライバシーを重視し、ユーザーの検索履歴を記録したり、個人情報を広告の表示に使うなどの行為は行わないと明言している。
拠点がフランスにあるため、EU一般データ保護規則（GDPR）の対象となる。
また、中立性や公平性を重視しており、過去の検索履歴等に基づいてユーザー毎に検索結果を変える「パーソナライズ」を行わず、この「パーソナライズ」によって発生する問題「フィルターバブル（検索結果に反対意見が表示されにくくなる事により考えが偏りやすくなる問題）」の発生を防止している。
フランス政府はデータ保護の観点からGoogleの使用を停止し、Qwantを使用している。
2020年12月、期待できる品質が提供できないとして、一部の国でサービスの提供を停止した。